# Szkoła Zosimaia
Szkoła Zosimaia (gr. Ζωσιμαία Σχολή, Zosimaía Scholí) z Janiny (w Epirze) - jedna z najważniejszych greckich instytucji edukacyjnych średniego szczebla w ostatnim okresie rządów osmańskich w regionie (1828-1913). Zosimaia została założona w 1828 roku przez braci Zosima i nadal funkcjonuje jako szkoła średnia zgodnie z rozporządzeniem greckiego Ministerstwa Edukacji.

## Historia

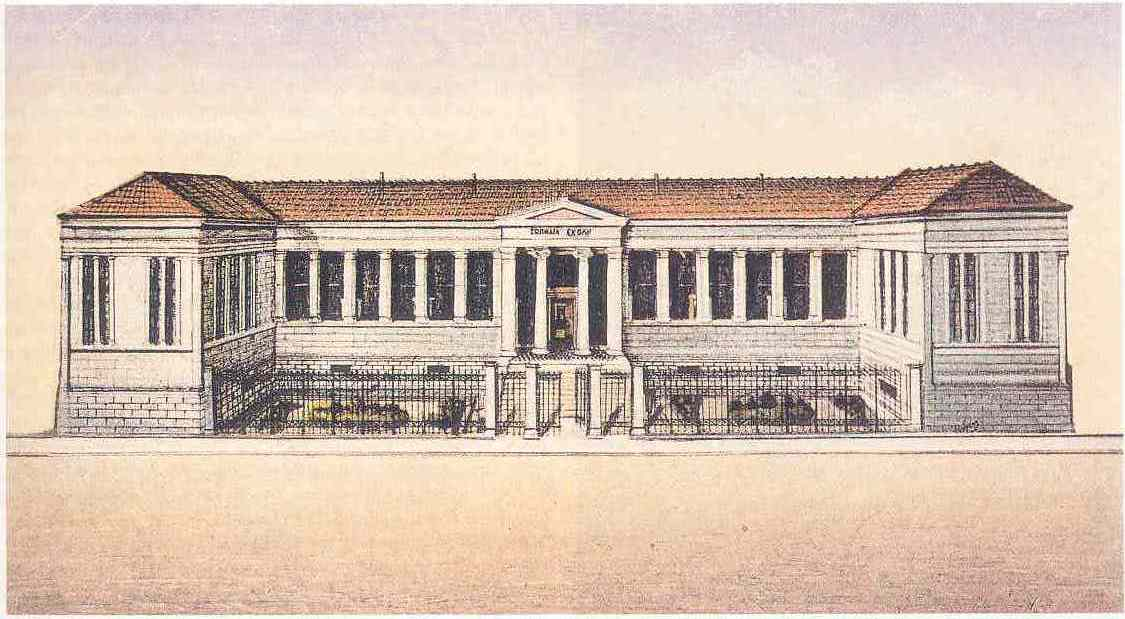
Ilustracja z XIX w. przedstawiająca dawny wygląd budynku szkoły Zosimaia

### Założenie szkoły
W latach greckiej wojny o niepodległość (1821–1830) i gdy konflikty wciąż szalały w regionie Epiru, Janina, miasto słynące z kulturowego i edukacyjnego zaplecza, które było głównym ośrodkiem greckiego oświecenia na krótko podupadło.
Wówczas pięciu braci Zosima, którzy wyemigrowali do Rosji i odnieśli sukces jako kupcy, postanowiło wnieść znaczący wkład w rozwój swojej ojczyzny, sponsorując założenie nowej instytucji edukacyjnej. Szkoła Zosimaia powstała w 1828 roku i początkowo funkcjonowała jako szkoła czteroklasowa. Komitet Szkolny Janiny, organizacja odpowiedzialna za zarządzanie miejską instytucją edukacyjną, przejął pełną odpowiedzialność za zarządzanie Zosimaia, przy wsparciu finansowym rodziny Zosima. Wraz ze szkołą powstała także biblioteka.
Podstawowymi przedmiotami w pierwszym okresie działania szkoły były: greka, łacina, włoski i francuski. Uczono innych przedmiotów, zwanych „innymi naukami”. Uczniowie uczyli się w czterech budynkach na terenie miasta Janina.

### Szkoła w czasach administracji Anastasiosa Sakellariosa, 1833-1862

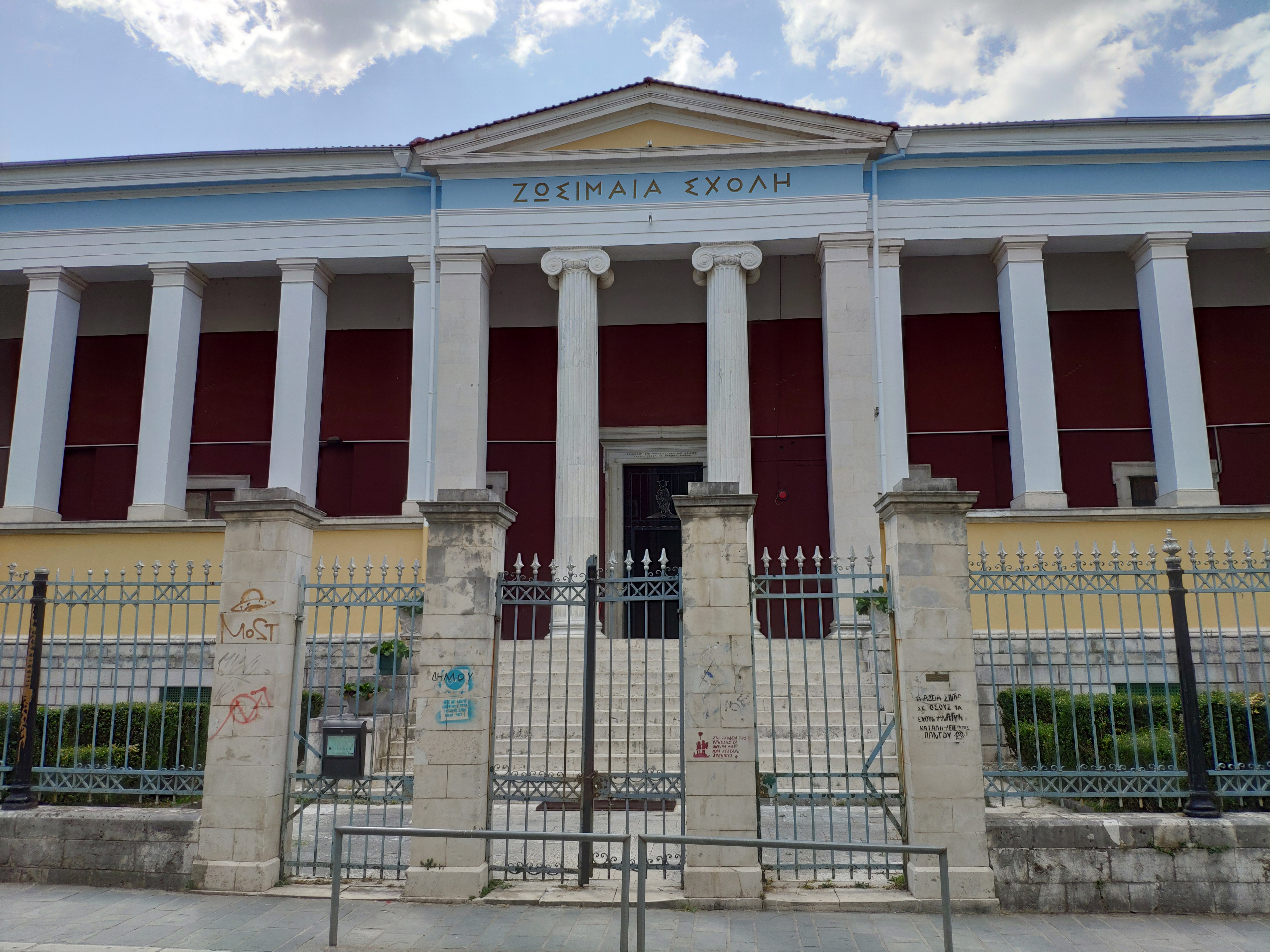
Szkoła Zosimaia - widok od frontu, 2019 r.

W 1833 r. Anastasios Sakellarios z Zagori, były uczeń Athanasiosa Psalidasa – wybitnego intelektualisty greckiego oświecenia i doradcy Ali Paszy – został dyrektorem Zosimai. W 1840 r. do programu edukacyjnego szkoły dodano jeszcze trzy klasy.
Wraz z administracją Sakellariosa Zosimaia stała się jedną z najważniejszych szkół greckojęzycznych w świecie osmańskim. Większość studentów pochodziła z Epiru, ale było też wielu ze społeczności greckich w całym Imperium Osmańskim, m.in. z Rumelii Wschodniej. Zdarzały się również transfery uczniów z innych znaczących szkół, takich jak Greckie Prawosławne Liceum Phanar (gr. Μεγάλη του Γένους Σχολή), zwanym Wielką Szkołą Narodu w ówczesnym Konstantynopolu. Ponadto wielu Turków i Albańczyków również uczęszczało do Zosimaia: po ukończeniu nauki, niektórzy stali się ważnymi osobistościami w swoich krajach.
Za rządów Sakellariosa liczba uczniów sięgnęła 400. Większość absolwentów Zosimai albo kontynuowała studia, głównie na Uniwersytecie Ateńskim, albo zostawała nauczycielami w jednej z greckich szkół na Półwyspie Bałkańskim. W 1860 r., ze względu na wysoki prestiż szkoły, Uniwersytet Ateński zezwolił absolwentom Zosmaia na wstęp bez egzaminów. Jednak w 1862 r. Sakellarios zrezygnował ze stanowiska w wyniku nieporozumień z innymi urzędnikami szkolnymi Ioannina.

### Ostatnie lata Imperium Osmańskiego, 1862-1913
W latach 1903 rozpoczęto budowę gmachu szkolnego i 14 lutego 1905 r. oddano do użytkowania budynek Szkoły Zosima. Plan architektoniczny był kopią Uniwersytetu Ateńskiego. 
W 1909 r. program nauczania został zmodyfikowany i dostosowany do oficjalnego programu przy Ministerstwie Edukacji. 
W ostatnich latach Imperium Osmańskiego szkołą kierowali m.in.:
- Spyridon Manaris (1863–1881), za czasów jego administracji dodano piąty rok nauczania do programu
- Miltiadis Pantazis (1881–1888), z Monodhendri (Zagori)
- Spyridon Manaris (1881–1888)[8], z Sidirokastro, także profesor na Uniwersytecie Ateńskim
- Georgios Soriritadis (1891–1893)
- Dimitrios Konstas (1891–1893)
- Antonis Travlantonis (1895–1896)

Nauczyciele mieli wyższe wykształcenie, wnosili znaczący wkład w działalność kulturalno-oświatową tamtych czasów, jak np. Panagiotis Aravantinos, który napisał wiele książek o tematyce folklorystycznej i językoznawczej.

## Współczesność
W maju 1918 r. szkoła funkcjonowała pod nazwą Gimnazjum Janiny. W 1932 dyrektorem został Christos Soulis i po kilku latach, w 1937 r., placówka uzyskała tytuł Wzorcowego Liceum Zosimaia. Nauka w budynku z 1905 r. odbywała się aż do czasu zbombardowania gmachu w czasie wojny grecko-włoskiej i przekształcenia go w więzienie. Uczniowie Zosimai tymczasowo przenieśli się do budynku liceum rumuńskiego. W 1957 r. nowy gmach Szkoły Zosiamai według modernistycznego projektu Patroklosa Karantinosa został oddany do użytku. W 2022 roku Zosimaia funkcjonuje nieprzerwanie jako szkoła oferująca edukację na wysokim poziomie, zgodnie z rozporządzeniem greckiego ministerstwa edukacji.

## Znani absolwenci
- Ali Asllani (1884–1966)
- Elmaz Boçe (1852–1925)
- Anastas Byku (?–1878)
- Abedin Dino (1843–1906)
- Hasan Dosti (1895–1991)
- Naim Frashëri (1846–1900)
- Sami Frashëri (1850–1904)
- Mehmet Esat (1862–1952)
- Georgios Hatzis (Pelleren) (1881–1930)
- Dimitrios Hatzis (1913–1981)
- Qazim Koculi (1887–1943)

- Kostandin Kristoforidhi (1826–1895)
- Kostas Krystallis (1868–1894)
- Qazim Mulleti (1893–1956)
- Sali Nivica (1890–1920)
- Karolos Papoulias (1929)
- Hasan Tahsin Pasha (1845–1918)
- Ismail Qemali (1844–1919)
- Hodo Sokoli (1836–1883)
- Dhimitër Tutulani (1875–1937)
- Georgios Tzavelas (1866–1961)
- Christakis Zografos (1820–1896)

...